# Yaber Al-Mubarak Al-Hamad Al-Sabah
El Jeque Yáber Al-Mubárak Al-Hamad Al-Sabah (árabe: جابر مبارك الحمد الصباح), (Ciudad de Kuwait, Kuwait, 5 de enero de 1942-14 de septiembre de 2024) fue un político kuwaití.

## Biografía
Durante toda su trayectoria política en el gobierno de Kuwait ha ocupado diversos cargos políticos siendo nombrado y en el gobierno del Monarca de Kuwait Sabah Al-Áhmad Al-Yáber Al-Sabah. Desde el año 2006 hasta el 2011 fue ministro de Defensa de Kuwait, de 2007 ha 2011 fue el viceministro del país y desde el día 4 de diciembre de 2011 fue nombrado primer ministro de Kuwait, sustituyendo a Nasser Al-Mohammed Al-Ahmed Al-Sabah, ejerciendo como tal hasta el 19 de noviembre de 2019.

## Condecoraciones
Extranjeras
- Medalla del Rey Issa Al-Khalifa (Reino de Baréin, 20/11/2007).[2]
- Caballero Gran Cordón de la Orden de las Flores de Paulownia (Estado de Japón, 05/11/2009).[3]